# Каналы Эливагар

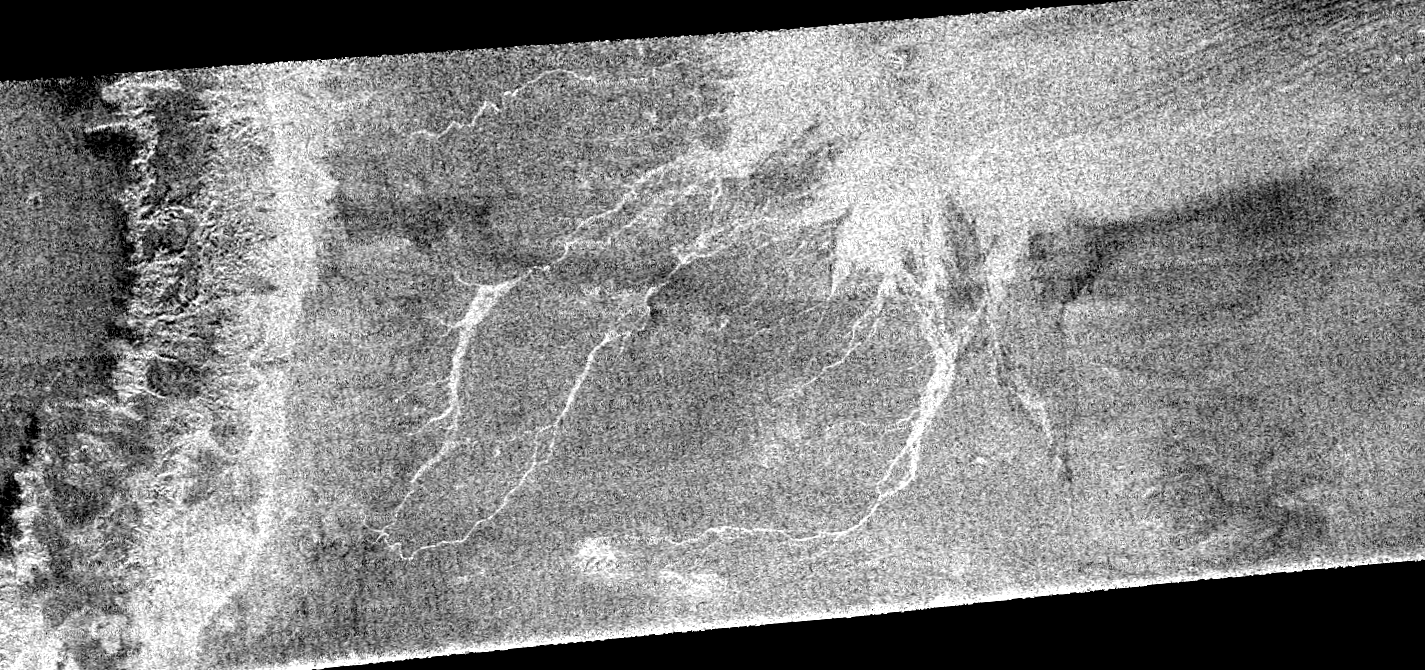
Каналы Эливагар. Слева — край кратера Менрва. Светлая область, в которую впадают каналы, справа вверху переходит в поле дюн (тёмные полосы). Радарный снимок «Кассини» (15 февраля 2005), ширина — 500 км

Сравнение двух радарных снимков. Различие объясняется разным направлением радарного луча и разным расстоянием до объекта. На одном снимке (сделанном 20 июня 2011) каналы видны плохо, но виден их рельеф в местах расширений. Ширина — 600 км

Каналы Эливагар (лат. Elivagar Flumina) — одна из крупнейших известных систем русел Титана. Находится на северо-западе тёмного региона Фенсал, в светлой области у восточного края большого кратера Менрва (координаты центра — 19°18′ с. ш. 78°30′ з. д. / 19,3° с. ш. 78,5° з. д.). Образована реками из жидких углеводородов (вероятно, метана), но ныне сухая, как и большинство русел спутника. Представляет собой множество каналов длиной до 200 км, впадающих в яркую (вероятно, покрытую речными наносами) область размером около 250×150 км.
Этот объект получил имя Эливагара — двенадцати ядовитых ледяных потоков в скандинавской мифологии — согласно решению Международного астрономического союза называть русла на Титане именами мифических рек. Это название было утверждено МАС 27 сентября 2007 года. Каналы Эливагар стали первой наименованной речной системой за пределами Земли. Вторая такая система — каналы Вид — названа именем одного из мифических эливагарских потоков, хотя и не имеет отношения к титанианскому Эливагару.

## Открытие и исследование
Все существующие на 2014 год данные про каналы Эливагар были получены космическим аппаратом «Кассини». Эти каналы были открыты на радарном снимке, сделанном 15 февраля 2005 года. 20 июня 2011 года эта область была заснята радаром во второй раз (с худшим разрешением). У большинства инфракрасных снимков разрешение ещё ниже, и каналы на них не видны. Но 24 октября 2006 года инструментом VIMS было получено детальное инфракрасное изображение (сравнимое по разрешению с радарными снимками) полосы поверхности шириной около 15 км, проходящей через зону наносов каналов Эливагар с северо-запада на юго-восток. Сами каналы в эту полосу не попали, кроме небольшого участка одного из них (не попавшего, в свою очередь, на лучший радарный снимок).

## Описание
Каналы Эливагар начинаются в 20–30 км к востоку от края Менрвы и тянутся на северо-восток, где впадают в радарно-светлую область размером около 250×150 км, которую интерпретируют как зону речных наносов. На востоке этой области начинается поле дюн.
Некоторые из этих каналов достигают длины 210 км и ширины 7 км. По сравнению с другими речными системами Титана это умеренная длина и довольно большая ширина. Глубина каналов точно не известна, но, судя по имеющимся на 2008 год данным (радарному снимку, где их рельефа не видно), вряд ли превышает несколько десятков метров. Однако на снимке 2011 года (с другим углом радарного облучения) в некоторых местах расширений их рельеф просматривается. Каналы извиваются, местами меандрируют, ветвятся и сливаются, а перед впадением в светлую область расширяются и образуют дельты. Порядок реки (мера разветвлённости) у каналов Эливагар равен 2–3, что относительно немного для русел Титана (у русел региона Ксанаду этот показатель достигает 6–7).
На радарных снимках каналы Эливагар (как и другие русла невысоких широт Титана) выглядят яркими: в 2–3 раза ярче своих окрестностей. Область, в которую они впадают, выглядит яркой не только на радарных, но и на инфракрасных снимках (длина волны 930 нм); сами каналы на них не видны из-за недостаточного разрешения. Русла и их наносы (как и другие радиояркие участки Титана) примечательны низкой яркостной температурой на длине волны радара «Кассини» (2,17 см): она в этих местах на 6 градусов ниже, чем в окрестностях. Но, вероятно, это объясняется не малостью настоящей (термодинамической) температуры, а низким коэффициентом теплового излучения, что связано с высокой отражательной способностью.

## Интерпретация
Большая яркость каналов на радарных снимках объясняется (по крайней мере, частично) неровностью их дна на масштабе порядка длины волны радара «Кассини» (2,17 см) — то есть их дно покрыто частицами размером в сантиметры или больше. Более мелкие частицы, по всей видимости, унесены потоками. Минимальную глубину реки, которая на это способна, оценивают в 0,1–1 м, а расход жидкости — в 103–104 кубометра в секунду. Последнюю величину можно оценить и по длине волны меандров (имеющей порядок 10 км), и эти оценки хорошо согласуются друг с другом.
Судя по направлению русел, местность там имеет уклон на северо-восток. Судя по наличию у этих русел меандров, этот уклон невелик. По альтиметрическим данным его оценивают в 0,1 % (1 м на 1 км), однако эти данные есть лишь для части данной территории.
Склонность ветвиться и вновь сливаться, а также маленькая глубина, характерна для энергичных временных потоков, прокладывающих себе путь не обязательно в старом русле. Таким образом, морфология каналов Эливагар указывает на то, что они образованы эфемерными реками, иногда дающими внезапные наводнения в обычно сухой местности. С другой стороны, названные особенности каналов могут быть следствием малого уклона поверхности. Но сухость местного климата подтверждается и наличием дюн в окрестностях.
Связано ли возникновение каналов с наличием поблизости крупного кратера, неизвестно. Возможно, дело в том, что вал кратера заставляет воздушные потоки подниматься, охлаждаться и давать осадки — орографические дожди. С различными возвышенностями соседствуют и многие другие русла Титана. Кроме того, есть предположение, что каналы Эливагар, как и ряд других русел Титана, питались не дождями. Своим расположением возле крупного кратера эти каналы напоминают небольшие системы русел возле кратеров Селк и Кса. Некоторые исследователи предполагают, что они, в отличие от остальных речных систем спутника, образованы жидкостью, просочившейся из-под поверхности (возможно, даже из подземного океана), чему поспособствовали удары, создавшие кратеры. Это хорошо согласуется с умеренной длиной, довольно большой шириной и малой разветвлённостью этих систем русел.